# CDH1
کادهرین ۱ (انگلیسی: Cadherin-1) که با نام‌های «E-cadherin» و «یووُمورولین» (Uvomorulin) نیز شناخته می‌شود، یک پروتئین است که در انسان توسط ژن «CDH1» کُد می‌شود.
این ژن، یک سرکوب‌گر رشد سرطانی است.

## اهمیت بالینی
هرگونه اختلال عملکرد این ژن منجر به پیشرفت سرطان و متاستاز می‌شود. وقتی تولید این پروتئین کم می‌شود، چسبندگی سلول به سلول کاهش می‌یابد و قابلیت تحرک یاخته بالا می‌رود. این موضوع به سلول‌های سرطانی اجازه می‌دهد که غشای پایه عبور کرده و به بافت‌های مجاور حمله‌ور شوند.
پاتولوژیست‌ها از کادهرین ۱ برای تمایز برخی سرطان‌های پستان از یکدیگر استفاده می‌کنند. به‌عنوان مثال، بررسی‌های ایمونوهیستوشیمی نشان می‌دهد که بر خلاف «سرطان‌های مهاجم با منشأ مجاری شیری»، در «سرطان مهاجم لوبولار»، بیان ژنی کادهرین ۱ بشدت کاهش یافته یا اصلاً وجود ندارد.
جهش در این ژن ممکن است با بروز سرطان معده، سرطان پستان، سرطان روده بزرگ، سرطان تیروئید و سرطان تخمدان مرتبط باشد.